# Дромедарии
Дромедарии (лат. dromedarii) — римские вспомогательные войска, в основном лёгкие всадники на верблюдах.
Дромедарии получили своё название от верблюда дромедара, использовавшегося в римской кавалерии. Впервые этот род войск появился в римской армии после завоеваний на Востоке императора Траяна. Первая ала, набранная из этих всадников, называлась Ala I Ulpia dromedariorum Palmyrenorum. Дромедарии набирались в пустынных провинциях восточной части Римской империи для замены лёгкой кавалерии ближнего и дальнего боя в условиях пустыни, так как верблюд был более приспособлен к этим условиям. Как и лёгкая конница, эти войска были наиболее эффективны для ведения разведки, начала атаки в качестве застрельщиков, также они могли быть использованы для сражений с конницей противника, поскольку лошади приходили в ужас от запаха верблюдов. Дромедарии использовались в основном для охраны безводных и пустынных участков границ Римской империи.